# 네무넬리스강

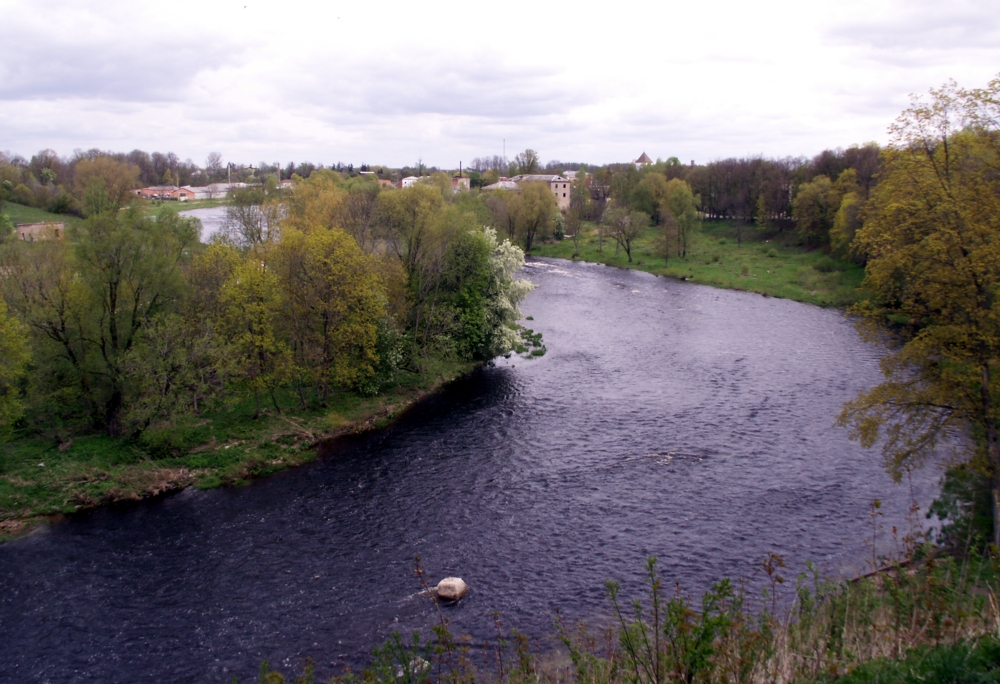
라트비아 바우스카를 흐르는 네무넬리스강

네무넬리스강(리투아니아어: Nemunėlis) 또는 메멜레강(라트비아어: Mēmele)은 라트비아 남부, 리투아니아 북부에 위치한 강으로 길이는 191 km, 유역 면적은 4,048 km2, 평균 유속은 95 m3/s이다.
강의 전체 길이인 191 km 가운데 750 km는 리투아니아 방향으로, 76 km는 라트비아-리투아니아 국경 방향으로, 40 km는 라트비아 방향으로 흐른다. 리투아니아 루슈나호(Lūšna)에서 발원하며 라트비아 바우스카 인근에서 무샤강(무사강)과 함께 리엘루페강으로 합류한다.